# Lijst van oorlogsmonumenten in Kerkrade
De Nederlandse gemeente Kerkrade heeft verschillende oorlogsmonumenten. Hieronder een overzicht.
| Nr.  | Object                          | Herdachte groep                                      | Ontwerper       | Onthulling        | Type            | Locatie                        | Plaats              | Coördinaten                  | Foto                           |
| ---- | ------------------------------- | ---------------------------------------------------- | --------------- | ----------------- | --------------- | ------------------------------ | ------------------- | ---------------------------- | ------------------------------ |
| 629  | Monument bij de kerk            | algemeen                                             |                 |                   | beeld/sculptuur |                                | Eygelshoven         | 50° 53' 37" NB, 6° 3' 38" OL |                                |
| 1525 | Koningin van de Vrede           | algemeen                                             | John Fanchamps  | 30 april 1950     | beeld/sculptuur | Hoofdstraat 20, 6461 CR        | Kerkrade            | 50° 51' 52" NB, 6° 3' 58" OL |                                |
| 1526 | Vredeskapel                     | algemeen                                             | John Fanchamps  | 5 mei 1964        | kapel           | Hoofdstraat 20, 6461 CR        | Kerkrade            | 50° 51' 52" NB, 6° 3' 58" OL | Meer afbeeldingen              |
| 2134 | Bevrijdingsmonument             | algemeen, geallieerde militairen, burgerslachtoffers | John Fanchamps  |                   | zuil            | Hoofdstraat 20, 6461 CR        | Kerkrade            | 50° 51' 52" NB, 6° 3' 58" OL | Meer afbeeldingen              |
| 2135 | Monument op het Dr. Ackensplein | overig                                               | Charles Vos     |                   | beeld/sculptuur | Dr. Ackensplein, 6462 CS       | Kerkrade            | 50° 51' 4" NB, 6° 4' 1" OL   |                                |
| 3554 | Lancaster-monument              |                                                      | Peter Heckmanns | 25 september 2010 | beeld/sculptuur | Pannesheiderstraat 71, 6462 EB | Kerkrade            | 50° 50' 55" NB, 6° 4' 18" OL |                                |
|      | Gedenksteen voor D.A. Whitcher  | geallieerde militairen                               |                 |                   | plaquette       | Hammolenweg                    | Kerkrade            | 50° 51' 56" NB, 6° 3' 17" OL | Gedenksteen voor D.A. Whitcher |
|      | Stolpersteine                   | vervolgden Nederland                                 | Gunter Demnig   |                   | reliëf          |                                | Kerkrade en Rimburg |                              |                                |

Beek ·
Beekdaelen ·
Beesel ·
Bergen ·
Brunssum ·
Echt-Susteren ·
Eijsden-Margraten ·
Gennep ·
Gulpen-Wittem ·
Heerlen ·
Horst aan de Maas ·
Kerkrade ·
Landgraaf ·
Leudal ·
Maasgouw ·
Maastricht ·
Meerssen ·
Mook en Middelaar ·
Nederweert ·
Peel en Maas ·
Roerdalen ·
Roermond ·
Simpelveld ·
Sittard-Geleen ·
Stein ·
Vaals ·
Valkenburg aan de Geul ·
Venlo ·
Venray ·
Voerendaal ·
Weert